# Hlavňovice (zámek)
Hlavňovice jsou zámek ve stejnojmenné vesnici asi devět kilometrů západně od Sušice v okrese Klatovy. Postaven byl, snad na místě starší tvrze, ve druhé polovině sedmnáctého století rodem Koců z Dobrše, kterému patřil až do druhé poloviny devatenáctého století. Ve druhé polovině dvacátého století byl zámek využíván jen k hospodářským účelům a chátral. Přestože je celý zámecký areál od roku 1964 chráněn jako kulturní památka, nachází se v havarijním stavu.

## Historie
Hlavňovice patřily až do poloviny šestnáctého století k velhartickému panství. Jeho zadlužený majitel Adam Lev z Rožmitálu je s dalšími vesnice postoupil koncem čtyřicátých let největším věřitelům a po několika dalších změnách majitelů ves roku 1569 získal Zikmund Doupovec z Doupova, který ve vesnici založil poplužní dvůr s tvrzí. Přesná poloha tvrze není známá, ale předpokládá se, že stála na místě pozdějšího zámku.
Zikmund Doupovec z Doupova Hlavňovice prodal okolo roku 1580 Anně Kocové, rozené Bohuchvalové z Hrádku, jejímž potomkům patřily dalších tři sta let. Anna Kocová ve své poslední vůli z roku 1586 rozhodla, že Hlavňovice zdědí její manžel Dětleb Koc z Dobrše na Volšovech, který je před svou smrtí předá synům. Syn, kterému statek připadl, měl povinnost vyplatit ostatní sourozence. Není známo, kdo se nakonec stal majitelem, ale na počátku sedmnáctého století Hlavňovice patřily Václavovi, Dětlebovi, Milotovi, Janu Markvartovi a Bohosudovi Kocům z Dobrše. Bratři se zřejmě zúčastnili stavovského povstání a na jeho konci se roku 1620 ukryli v Sušici, kterou oblehlo císařské vojsko Baltasara Marradase. Spolu s představiteli města uzavřeli s generálem smlouvu, podle které se vzdali, za což si mohli ponechat svůj majetek. Roku 1623 sice museli zaplatit pokutu, ale statky Volšovy a Hlavňovice jim zůstaly.
Jako poslední z bratrů zůstal naživu Václav Koc, kterému nakonec hlavňovické panství celé připadlo. Zemřel okolo roku 1645 a zůstaly po něm vdova Markéta, rozená Ježovská z Lub, nedospělý syn Jan Dětleb a tři dcery. Vdova navíc roku 1646 získala i volšovské panství, a když její syn dosáhl dospělosti, majetek mu předala. Jan Dětleb Koc se oženil s Ludmilou Anastázií, rozenou Běšínskou z Běšin, a spolu roku 1672 přikoupili Přestanice a později ještě Dolejší Těšov. Oba nově získané statky však převedli na svého nejstaršího syna Václava Bartoloměje, zatímco rodičům zůstaly Hlavňovice až do roku 1690. Někdy ve druhé polovině sedmnáctého století starou tvrz nahradil nově postavený zámek. Jan Dětleb Koc roku 1690 zemřel, a zámek zdědila vdova se šesti syny. O pět let později si zámek ponechal František Diviš Koc, který musel podle otcovy závěti svým sourozencům vyplatit patnáct tisíc zlatých.

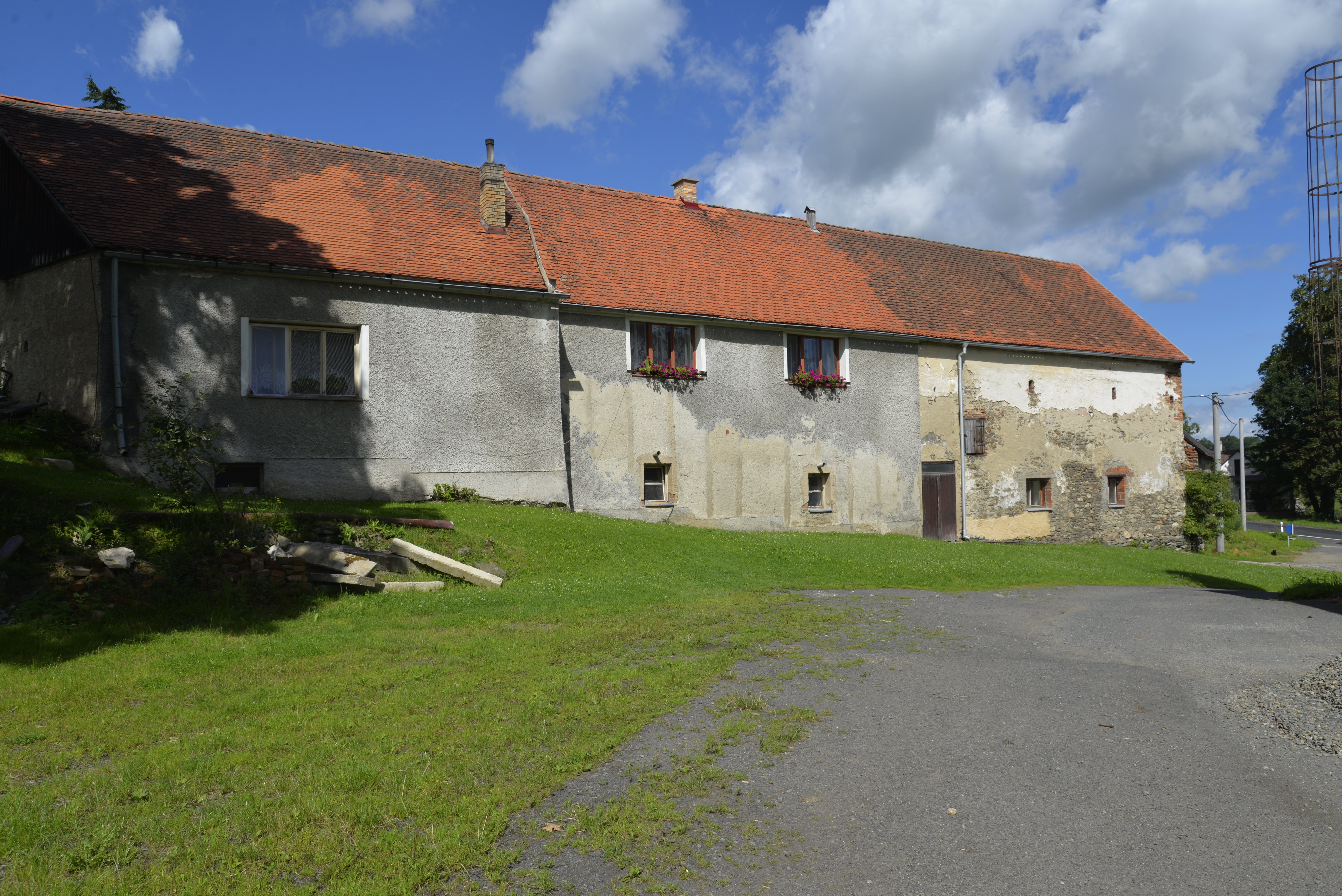
Bývalé hospodářské budovy

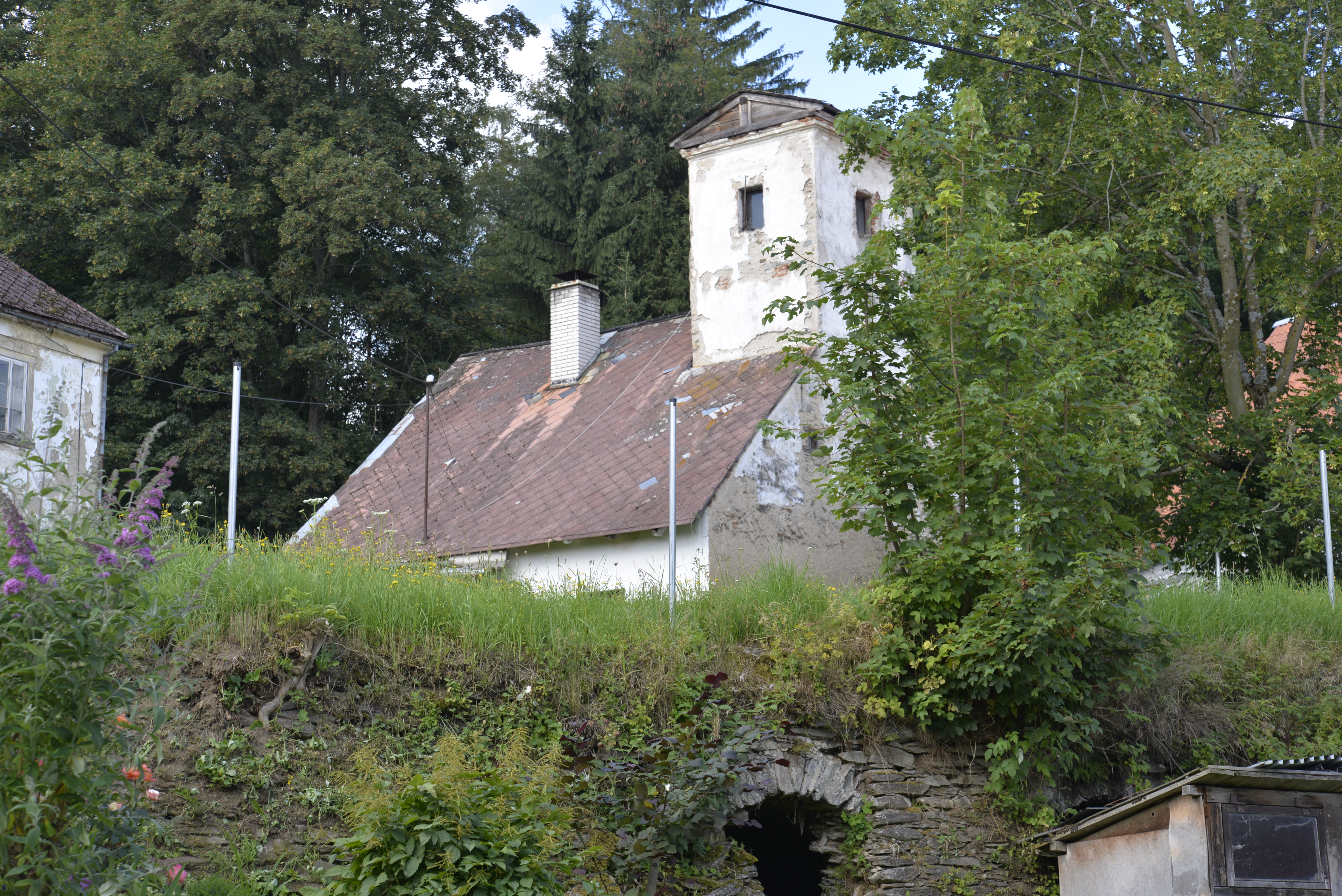
Bývalá zámecká kaple upravená na rekreační objekt

František Diviš Koc panství rozšířil o Kalenice, a když roku 1718 zemřel, spravovala majetek vdova Anna Alžběta, rozená Jakartová ze Sudic, která měla dědictví spravedlivě rozdělit mezi sebe a tři děti. V dospělosti se statku ujal syn Jan Hynek Koc, který jej roku 1765 přenechal svému synovi Jáchymu Štěpánovi za 28 tisíc zlatých. Společně také prodali Kalenice. Roku 1802 Jáchym Štěpán uzavřel smlouvu, podle které převedl Hlavňovice na své děti. Ty si majetek ještě téhož roku rozdělili tak, že statek v ceně padesát tisíc zlatých si ponechal Innocenc Koc, který po odečtení pohledávek věřitelů vyplatil svého bratra Josefa částkou 7 900 zlatých a sestru Karolínu částkou čtrnáct tisíc zlatých. Statek poté roku 1836 rozšířil o blízké vsi Přestanice a Libětice. Majetek po něm zdědila manželka Terezie a jejich pět dětí, které se roku 1849 dohodli tak, že zámek si za finanční náhradu ponechá Ferdinand Koc.
Ferdinand Koc z Dobrše svůj majetek odkázal v dubnu 1872, krátce přes smrtí, své manželce Valérii, rozené z Kleebornu. Vdova a později i její syn, statek spravovala až do roku 1905, kdy jej prodala dceři Marii Valérii provdané za Otomara Pelikána. Ta statek v roce 1919 převedla na syna, kterému potom patřil až do roku 1946, kdy jej převzala národní správa. Zemědělský nákupní a zásobovací podnik Klatovy v zámku zřídil skladiště a byty, které však byly vzhledem k zanedbávané údržbě časem opuštěny. Když obec přebírala zámek do svého majetku, byl jeho objekt zcela prázdný a hospodářské budovy zdevastované. Na počátku 21. století se náklady na rekonstrukci odhadovaly na více než osmnáct milionů korun.

## Stavební podoba
Zámecká budova má obdélný půdorys s rozměry přibližně 30 × 15,5 metru. Vstupní portál se nacházel v hlavním průčelí orientovaném k severu do dvora. Portálem se vstupovalo do předsíně zaklenuté původně valenou klenbou, odkud vedlo dvojramenné schodiště do prvního patra. Později bylo schodiště přestavěno a část staré klenby nahrazená novou nižší klenbou. Klenuté stropy mají i ostatní přízemní místnosti, zatímco v prvním patře jsou stropy ploché. V osmnáctém století budova získala mansardovou střechu. V osmdesátých letech téhož století byla dokončena úprava hospodářského dvora doložená letopočtem na slunečních hodinách, které bývaly na stěně hospodářské budovy. Ve stejné době se součástí areálu stala budova zámecká kaple, u které byla od roku 1785 zřízena lokálie. Kaple byla zrušena poté, co byl ve vesnici postaven kostel svatého Jana Nepomuckého, a později byla přestavěna na rekreační objekt. V roce 1837 proběhly další úpravy areálu, při kterých byl k hlavnímu zámeckému průčelí přistavěn přízemní rizalit a k západnímu průčelí patrový přístavek se záchody. Na západní straně na zámek navazoval velký park.
Do památkově chráněného areálu patří hlavní zámecká budova (čp. 1), přilehlý dům čp. 21, bývalá kaple, sýpka, bývalé hospodářské stavení (čp. 24), stodola, sýpka, čeledník s chlévy (čp. 25) a park.